# Eric Forman
Den här artikeln behandlar Eric Forman i That '70s Show, för karaktären Eric Foreman i tv-serien House, se House (TV-serie).
Eric Forman är huvudkaraktär i That '70s Show. Det är i hans föräldrars källare som den mesta av handlingen utspelar sig, och det är där alla hans kompisar hänger. Han försöker att sluta med att leka Star Wars , men det går inte eftersom han kan allting om Star Wars.
Han har knappt någon fysisk styrka, och Donna, som han har ett till-och-från förhållande med i hela serien, är mycket starkare. Eric kallas ofta för "Eric foreplay" (förspel), eller "Eric foreskin" (förhud) av sina vänner.
I den sista säsongen lämnar Topher Grace (som spelar Eric) men återkommer i det allra sista avsnittet. 